# Waldems

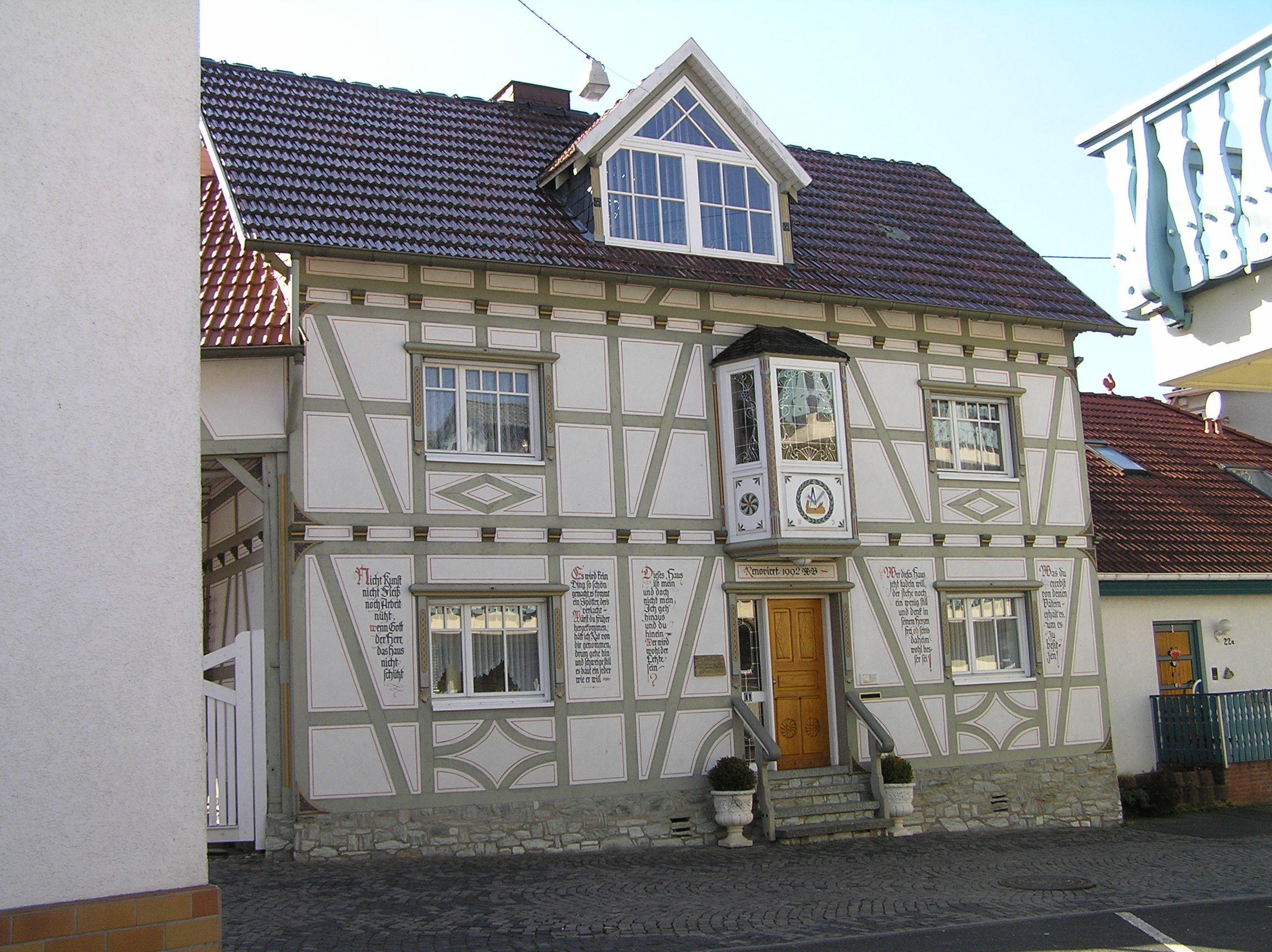
Esch Schreinerei

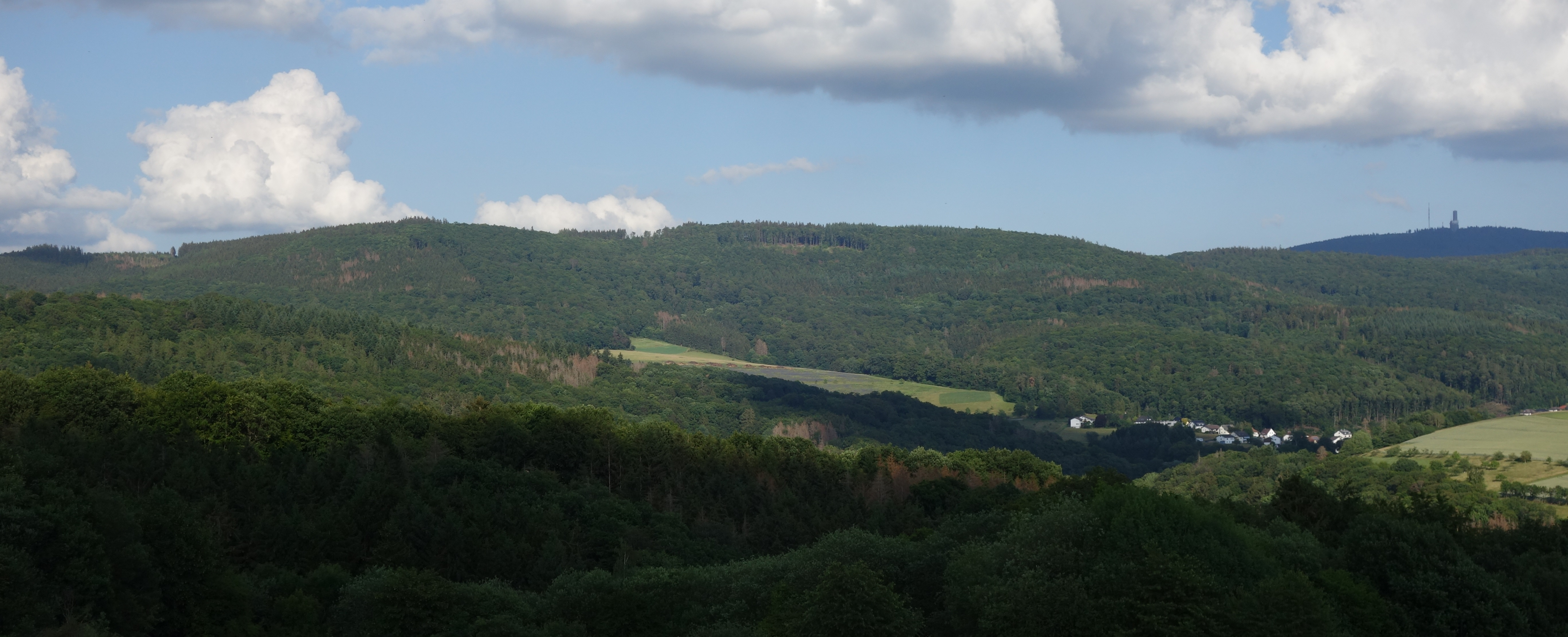
Der Windhain über dem Ortsteil Wüstems ist mit 629,3 Metern die höchste Erhebung im Rheingau-Taunus-Kreis.

Waldems ist eine Gemeinde im südhessischen Rheingau-Taunus-Kreis. Sitz der Verwaltung ist der Ortsteil Esch.

## Geografie

### Geografische Lage
Waldems liegt im Taunus in waldreicher Umgebung am nordwestlichen Fuß des Feldbergmassivs in 250 bis 629,3 Meter Höhe. Mit dem Windhain weist die Gemeinde die höchste Erhebung des Rheingau-Taunus-Kreises auf, einen Kilometer östlich des Ortsteils Wüstems gelegen.

### Nachbargemeinden
Waldems ist die östlichste Gemeinde des Rheingau-Taunus-Kreises und grenzt im Nordosten an die Gemeinde Weilrod, im Osten an die Gemeinde Schmitten im Taunus, im Südosten an die Gemeinde Glashütten (alle drei im Hochtaunuskreis), im Süden und Westen an die Stadt Idstein (Rheingau-Taunus-Kreis), sowie im Nordwesten an die Stadt Bad Camberg (Landkreis Limburg-Weilburg).

### Gliederung
Die Gemeinde besteht aus den sechs Ortsteilen Bermbach, Esch (Sitz der Gemeindeverwaltung), Niederems (mit Reinborn), Reichenbach, Steinfischbach und Wüstems.

## Geschichte
Obwohl Siedlungsspuren weit zurück reichen, gehen die gegenwärtigen Orte wohl auf Rodungen in fränkischer Zeit zurück.
Als erster der Teilorte wurde Bermbach im Jahre 772 als Barenbach in einer Urkunde des Lorscher Codex erwähnt. Viele Jahrhunderte war hier Grenzland, der Limes verlief in der Nähe und später stießen hier die Einflussbereiche von Kurmainz, Hessen und Nassau aneinander. Von 1276 bis 1570 ist das Dorf mit dem Adelsgeschlecht der Herren von Bermbach verknüpft. Später wird Bermbach im Zusammenhang mit der Hexenverfolgung und dem legendären Schinderhannes (1801) erwähnt.

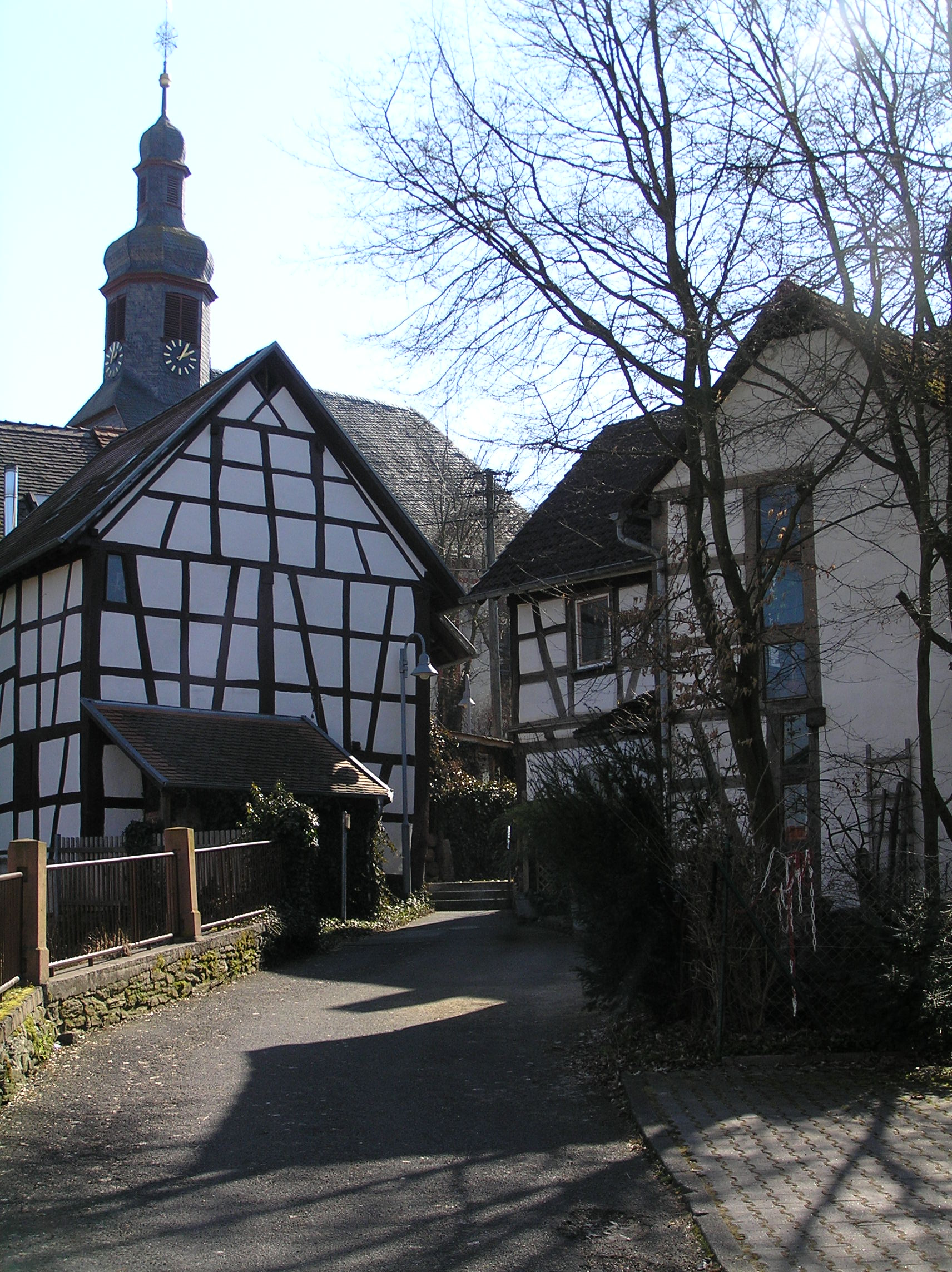
Esch Kirchgasse

Der Ortsteil Esch geht zurück auf eine Siedlung aus dem 6. Jahrhundert nach Christus. Urkundlich erwähnt ist der Ort Eschze im Zinsregister des Archivdiakons zu Dietkirchen. Esch liegt am Kreuzungspunkt der uralten Handelsstraßen Frankfurt-Limburg-Köln und der Verbindungsstraße zwischen Rhein und Wetterau und hatte daher immer ein hohes Verkehrsaufkommen.
Die Entstehungsgeschichte von Niederems kann bis zum Jahre 1274 zurückverfolgt werden. Durch Hunger, Seuchen und Kriege war die Bevölkerungszahl immer sehr niedrig. Insbesondere der Dreißigjährige Krieg verringerte die Zahl der Haushalte beträchtlich.
Die Spuren der Besiedlung von Reichenbach (Waldems) lassen sich bis in vorchristlicher Zeit zurückverfolgen. Zu erwähnen sind das Hügelgrab Goldkessel und der Ringwall Burg. 1428 wird der Ort als Richinbach in den Annalen von Nassau-Idstein erwähnt. Im Jahre 1772 zerstörte ein Feuer den alten Ortskern, der dann aber wieder zügig aufgebaut wurde. Von 1604 bis 1968 existierte in Reichenbach eine eigene Schule.
In der Nähe des Ortsteils Steinfischbach finden sich in Form von den Hügelgräbern Totenkopf und Goldkessel Hinweise auf eine frühe Besiedelung. Urkundlich erwähnt ist das Dorf erstmals im Jahre 1156 unter dem Namen Vispach in einem Dokument des Erzbischofs Arnold von Mainz. In der Nähe wurde nach Eisenerz geschürft und ein Steinbruch für Mühlsteine, Straßenschotter, Pflaster- und Grenzsteinen betrieben.
Wüstems wurde als Wosten Emsse 1435 in einer Aufzeichnung von Cuno von Reifenberg erwähnt. Die erste Silbe des Ortsnamens Wüst ist wahrscheinlich von Wüstungen abgeleitet und weist auf eine verlassene Siedlungsstätte oder landwirtschaftlich genutzte Areale hin. Der Bachname Ems ist vom althochdeutschen Ohm abgeleitet. Beide Namensbestandteile lassen auf eine mehr als 2000 Jahre währende Siedlungsperiode schließen. Darauf weist auch der keltische Ringwall an der nahen Taunuserhebung Burg hin.
1806 kam das Gemeindegebiet zum neu gegründeten Herzogtum Nassau und wurde mit diesem 1866 preußisch.
Gebietsreform
Im Rahmen der Gebietsreform in Hessen wurden zum 1. August 1972 kraft Landesgesetz, die bis dahin selbstständigen Gemeinden Bermbach und Esch aus dem Untertaunuskreis sowie Niederems, Reichenbach, Steinfischbach und Wüstems aus dem Landkreis Usingen zur heutigen Großgemeinde Waldems im Untertaunuskreis zusammengeschlossen.
Im 1. Januar 1977 ging der Untertaunuskreis im neu gegründeten Rheingau-Taunus-Kreis auf.

## Politik

### Gemeindevertretung
Die Kommunalwahl am 14. März 2021 lieferte folgendes Ergebnis, in Vergleich gesetzt zu früheren Kommunalwahlen:

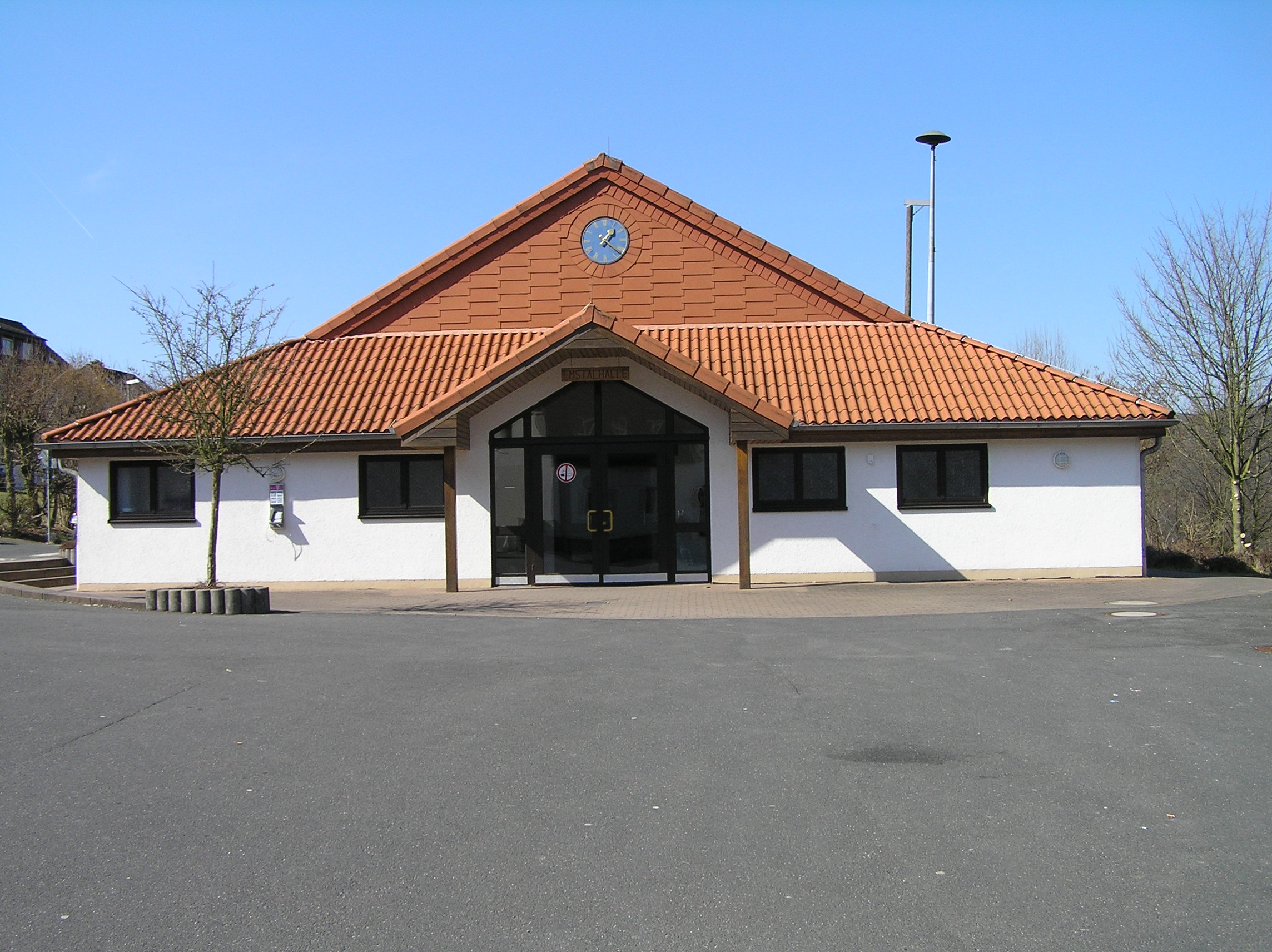
Wüstems Emsbachtalhalle

| Sitzverteilung in der Gemeindevertretung 2021Insgesamt 27 Sitze - SPD: 7 - Grüne: 5 - FWG: 4 - CDU: 11 | Parteien und Wählergemeinschaften | Parteien und Wählergemeinschaften           | 2021  | 2021  | 2016  | 2016  | 2011  | 2011  | 2006  | 2006  | 2001  | 2001  |
| Sitzverteilung in der Gemeindevertretung 2021Insgesamt 27 Sitze - SPD: 7 - Grüne: 5 - FWG: 4 - CDU: 11 | Parteien und Wählergemeinschaften | Parteien und Wählergemeinschaften           | %     | Sitze | %     | Sitze | %     | Sitze | %     | Sitze | %     | Sitze |
| Sitzverteilung in der Gemeindevertretung 2021Insgesamt 27 Sitze - SPD: 7 - Grüne: 5 - FWG: 4 - CDU: 11 | CDU                               | Christlich Demokratische Union Deutschlands | 40,4  | 11    | 35,3  | 10    | 34,0  | 9     | 29,2  | 8     | 26,7  | 8     |
| Sitzverteilung in der Gemeindevertretung 2021Insgesamt 27 Sitze - SPD: 7 - Grüne: 5 - FWG: 4 - CDU: 11 | SPD                               | Sozialdemokratische Partei Deutschlands     | 27,4  | 7     | 29,1  | 8     | 30,7  | 8     | 34,3  | 9     | 37,3  | 12    |
| Sitzverteilung in der Gemeindevertretung 2021Insgesamt 27 Sitze - SPD: 7 - Grüne: 5 - FWG: 4 - CDU: 11 | Grüne                             | Bündnis 90/Die Grünen                       | 16,8  | 5     | 13,1  | 3     | 16,7  | 5     | 10,0  | 3     | 6,4   | 2     |
| Sitzverteilung in der Gemeindevertretung 2021Insgesamt 27 Sitze - SPD: 7 - Grüne: 5 - FWG: 4 - CDU: 11 | FWG                               | Freie Wählergemeinschaft                    | 15,5  | 4     | 22,4  | 6     | 14,3  | 4     | 16,1  | 4     | 20,3  | 6     |
| Sitzverteilung in der Gemeindevertretung 2021Insgesamt 27 Sitze - SPD: 7 - Grüne: 5 - FWG: 4 - CDU: 11 | FDP/Bürgerliste Waldems           | FDP/Bürgerliste Waldems                     | —     | —     | —     | —     | 4,2   | 1     | —     | —     | —     | —     |
| Sitzverteilung in der Gemeindevertretung 2021Insgesamt 27 Sitze - SPD: 7 - Grüne: 5 - FWG: 4 - CDU: 11 | FDP                               | Freie Demokratische Partei                  | —     | —     | —     | —     | —     | —     | 4,0   | 1     | 3,1   | 1     |
| Sitzverteilung in der Gemeindevertretung 2021Insgesamt 27 Sitze - SPD: 7 - Grüne: 5 - FWG: 4 - CDU: 11 | UWK                               | Unabhängiger Wählerkreis                    | —     | —     | —     | —     | —     | —     | 6,3   | 2     | 6,2   | 2     |
| Sitzverteilung in der Gemeindevertretung 2021Insgesamt 27 Sitze - SPD: 7 - Grüne: 5 - FWG: 4 - CDU: 11 | Gesamt                            | Gesamt                                      | 100,0 | 27    | 100,0 | 27    | 100,0 | 27    | 100,0 | 27    | 100,0 | 31    |
| Sitzverteilung in der Gemeindevertretung 2021Insgesamt 27 Sitze - SPD: 7 - Grüne: 5 - FWG: 4 - CDU: 11 | Wahlbeteiligung in %              | Wahlbeteiligung in %                        | 58,2  | 58,2  | 59,0  | 59,0  | 56,8  | 56,8  | 52,2  | 52,2  | 58,0  | 58,0  |

### Bürgermeister
Nach der hessischen Kommunalverfassung wird der Bürgermeister für eine sechsjährige Amtszeit gewählt, seit dem Jahr 1993 in einer Direktwahl, und ist Vorsitzender des Gemeindevorstands, dem in der Gemeinde Waldems neben dem Bürgermeister ehrenamtlich ein Erster Beigeordneter und vier weitere Beigeordnete angehören. Bürgermeister ist seit dem 1. Juni 2015 Markus Hies (CDU). Er wurde als Nachfolger von Werner Scherf (SPD), der nach zwei Amtszeiten nicht wieder kandidiert hatte, am 30. November 2014 im ersten Wahlgang bei 57,6 Prozent Wahlbeteiligung mit 68,0 Prozent der Stimmen gewählt. Es folgte eine Wiederwahl ohne Gegenkandidaten im Januar 2021.
Amtszeiten der Bürgermeister
- 2015–2027 Markus Hies (CDU)[10]
- 2003–2015 Werner Scherf (SPD) (1950–2022)[11]
- 1993–2003 Rudolf Dörr (FWG) a

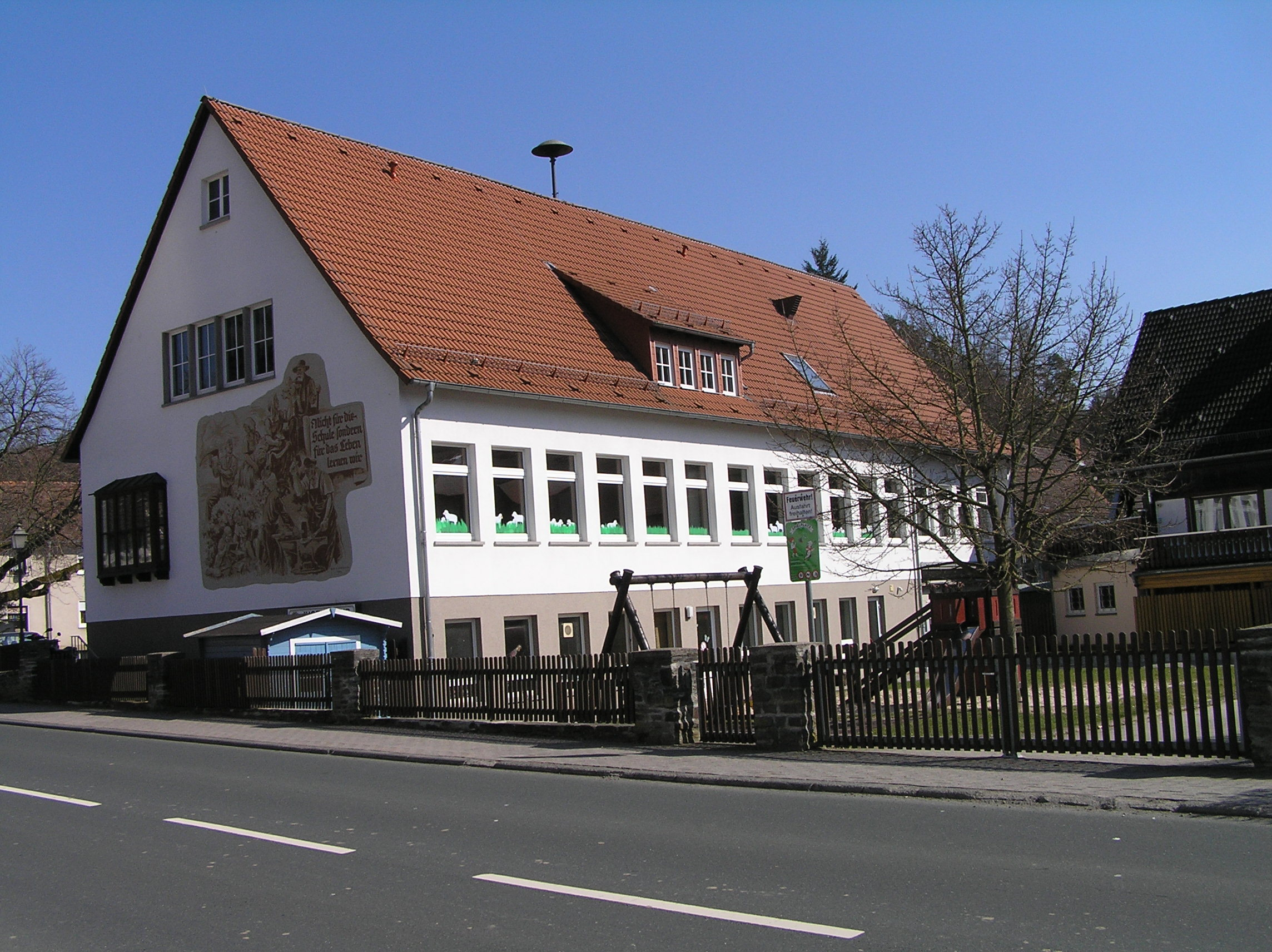
Niederems Schule

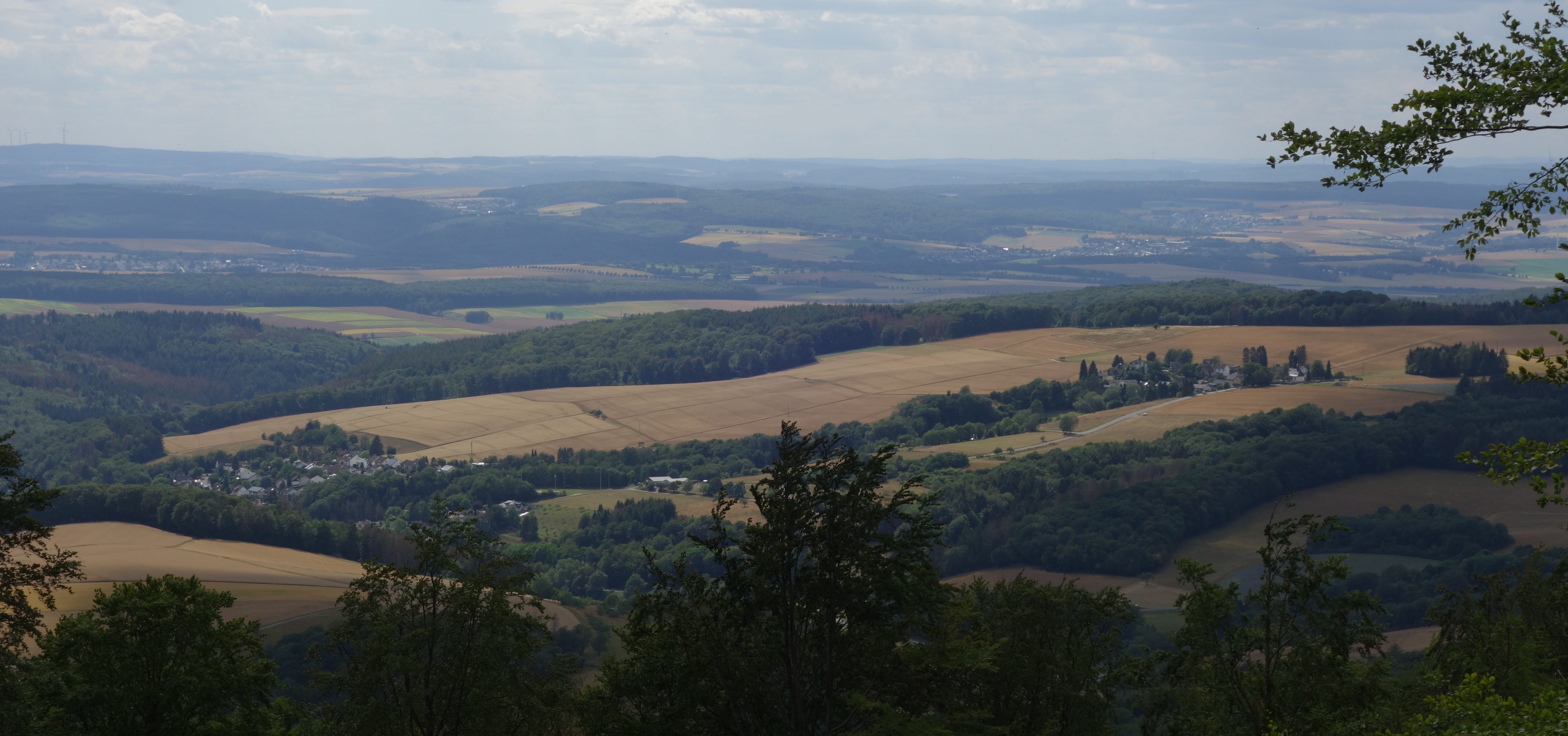
Blick auf Niederems (links) und den Weiler Reinborn von Osten, vom Windhain; links über Niederems ist der Idsteiner Ortsteil Wörsdorf erkennbar. Das dazwischen befindliche Esch wird verdeckt von einem nordwestlichen Ausläufer des Berges Dinkelstein.

- 1975–1993 Hans Hikade[15]
- 1972–1973 Helmut Gottlieb[16]

### Wappen
| Wappen von Waldems | Blasonierung: „In Grün auf silbernem Wellenbalken eine silberne Tanne“                                                                         |
| Wappen von Waldems | Wappenbegründung: Der Gemeinde Waldems im Untertaunuskreis ist am 4. April 1976 vom Hessischen Minister des Innern das Wappen genehmigt worden |

### Partnergemeinden
Die Gemeinde Waldems unterhält partnerschaftliche Beziehungen zu
- Saint-Bonnet-en-Champsaur im Département Hautes-Alpes, Frankreich seit 1982 und
- Szikszó in Ungarn seit 1997.

## Kultur- und Bodendenkmäler
Siehe: Liste der Kulturdenkmäler in Waldems

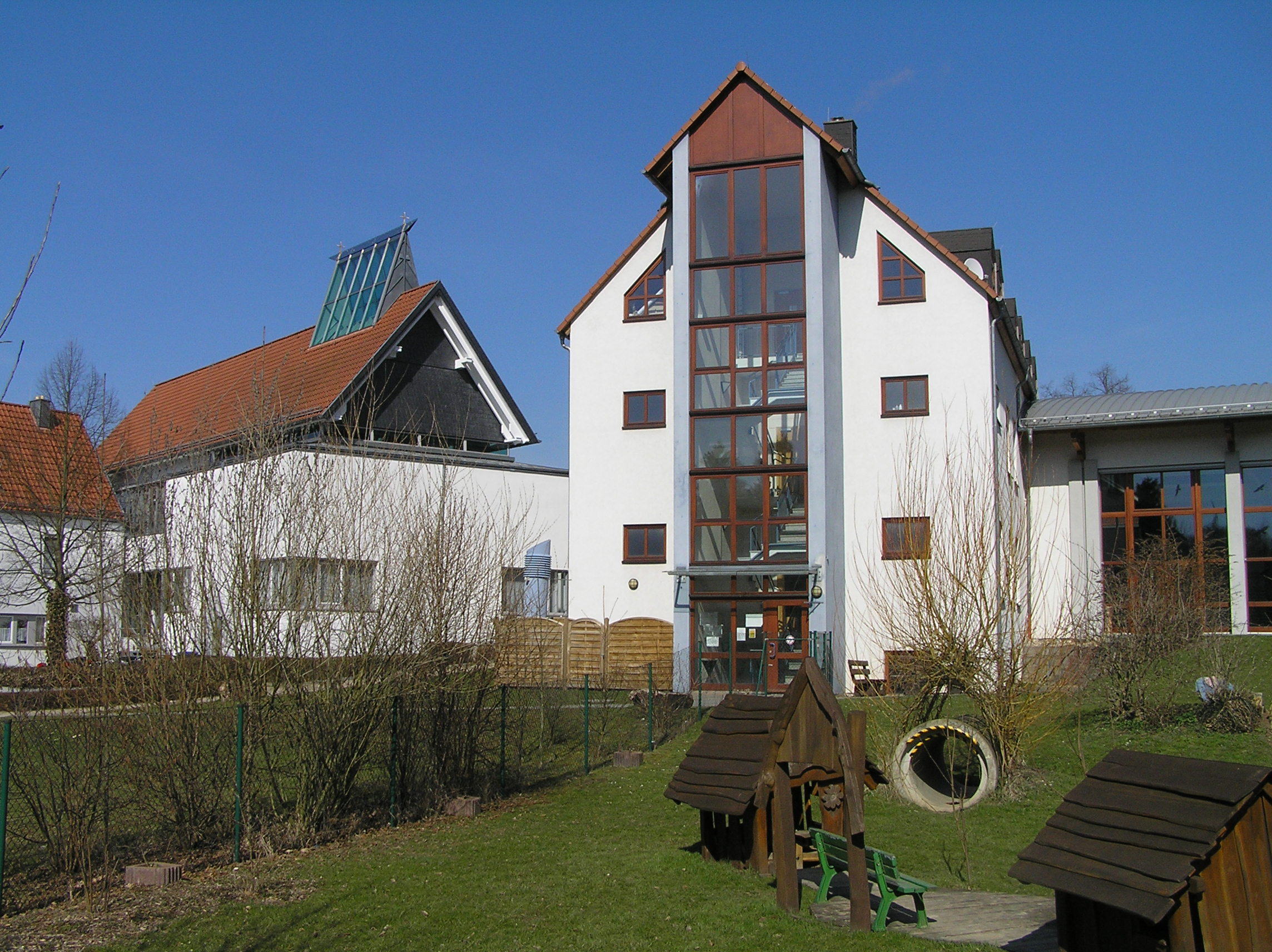
Esch DGH und katholische Kirchengemeinde

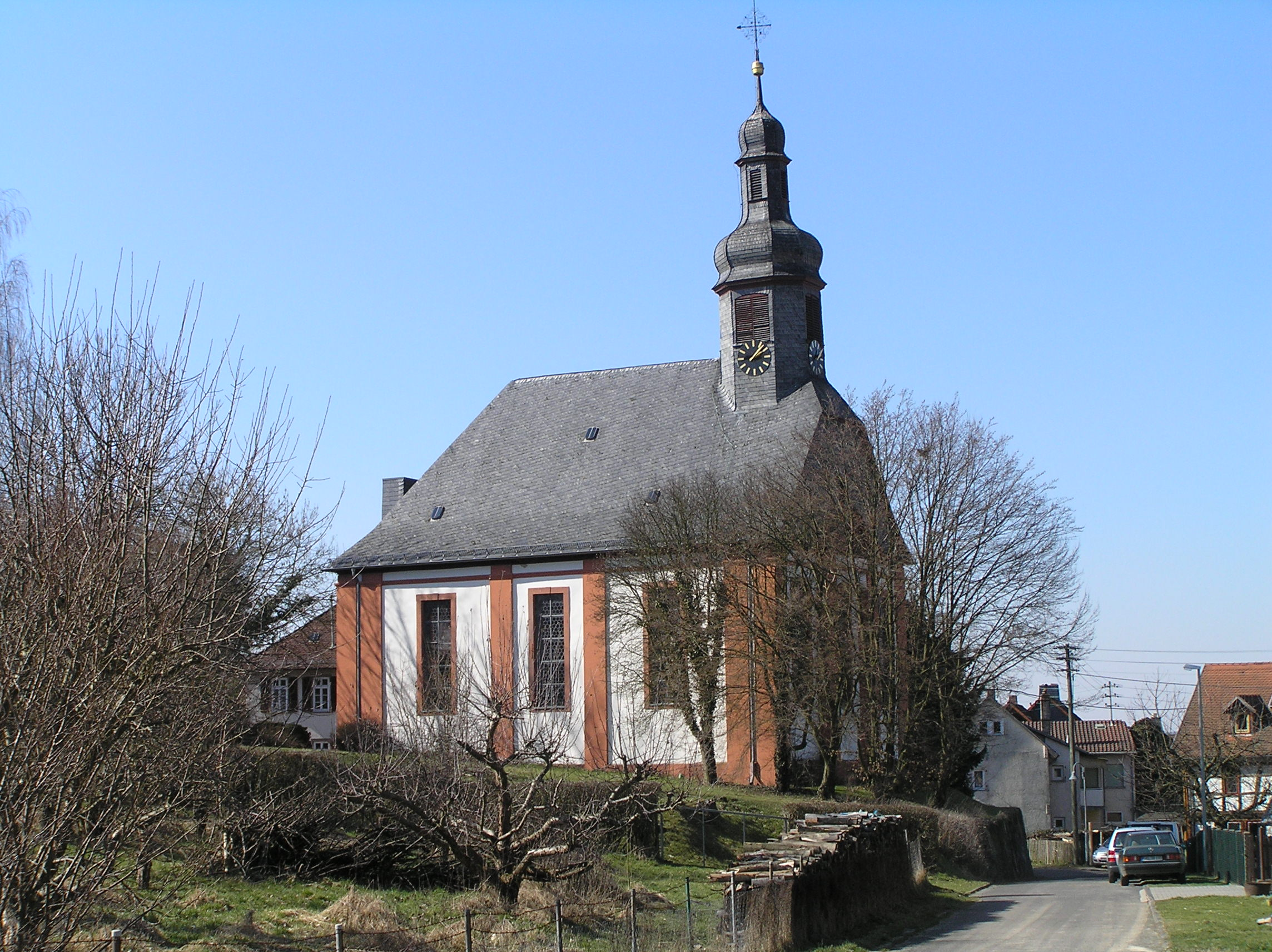
Esch evangelische Kirche

Ringwall Waldems

## Wirtschaft und Infrastruktur

### Wirtschaftsstruktur
Früher lebten die Einwohner der Dörfer von der Land- und Forstwirtschaft. In der zweiten Hälfte des 20. Jahrhunderts hat sich Waldems jedoch zu einer Wohngemeinde gewandelt. Die meisten Arbeitnehmer verdienen ihren Lebensunterhalt, gefördert durch die gute Verkehrsanbindung, im Rhein-Main-Gebiet.
In Waldems-Steinfischbach befindet sich der Standort der Ulisses Medien & Spiel Distributions GmbH; ein Verlag, der unter anderem das Pen-&-Paper-Rollenspiel Das Schwarze Auge (DSA) vertreibt.

### Bildung
In Waldems gibt es keine Schule. Grundschüler aus dem ehemaligen Kreis Usingen (Niederems, Reichenbach, Steinfischbach und Wüstems) besuchen die Schule in Weilrod-Riedelbach. Grundschüler aus dem ehemaligen Untertaunuskreis (Esch und Bermbach) besuchen die Grundschule in Idstein-Heftrich. Weiterführende Schulen sind in Idstein vorhanden.
Darüber hinaus betreibt die Gemeinde Waldems fünf Kindertagesstätten im Gemeindegebiet.

### Verkehr
Die Gemeinde ist über die acht Kilometer entfernte Anschlussstelle Idstein der Bundesautobahn 3 an das Fernstraßennetz angebunden. Außerdem verlaufen die Bundesstraßen 8 und 275 durch das Gemeindegebiet und kreuzen sich in Esch.
Der nächstgelegene Bahnhof befindet sich in Idstein an der Main-Lahn-Bahn, hier verkehrt u. a. die RMV-Linie 20.

## Sport
Im Jahre 2021 bewarb sich die Gemeinde gemeinsam mit Idstein, Hünstetten und Niedernhausen als Host Town für die Gestaltung eines viertägigen Programms für eine internationale Delegation der Special Olympics World Summer Games 2023 in Berlin. 2022 wurde sie als Gastgeberin für Special Olympics Jemen ausgewählt. Damit wurde sie Teil des größten kommunalen Inklusionsprojekts in der Geschichte der Bundesrepublik Deutschland mit mehr als 200 Host Towns.